# Sejad Halilović
Sejad Halilović, född 19 juni 1969 i Doboj Istok, Jugoslavien, är en bosnisk (och tidigare jugoslavisk) före detta fotbollsspelare som har spelat för ett par klubbar ute i Europa, bland annat NK Dinamo Zagreb, Real Valladolid, Altay SK och Hapoel Be'er Sheva FC. Han har även spelat för Bosnien och Hercegovina.
Halilović arbetar nu som tränare för ett av Dinamo Zagrebs ungdomslag.
Sejad Halilović är far till den kände kroatiske landslagsspelaren Alen Halilović. En annan son, Dino Halilović (född 1998), spelar i Dinamo Zagrebs ungdomslag.